# Karl Schünhoff

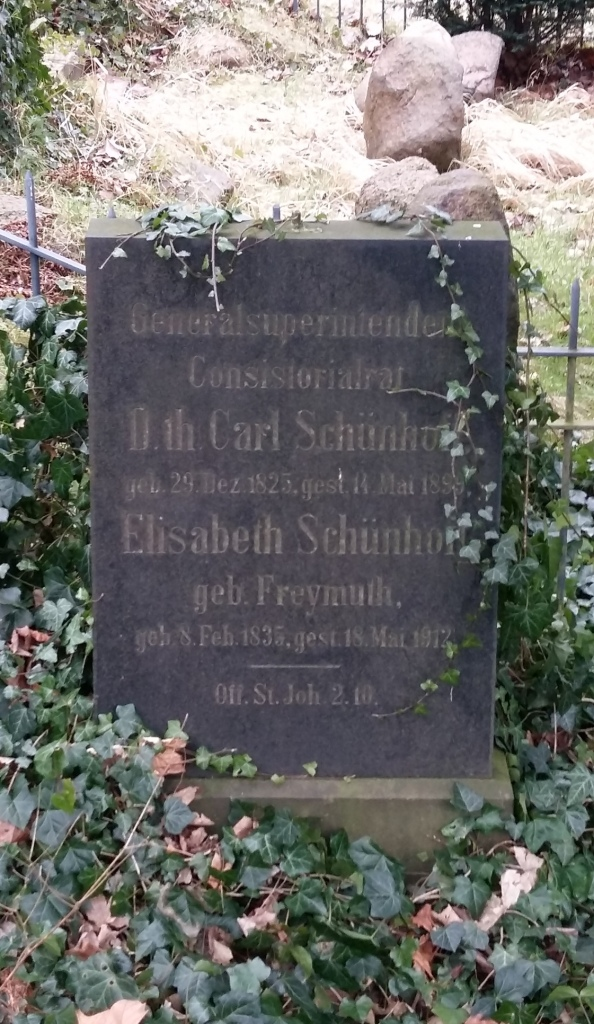
Grabmal Schünhoffs auf dem Alten Friedhof in Harburg

Karl Heinrich Wilhelm Schünhoff (* 29. Dezember 1825 in Gilten; † 14. Mai 1899 in Harburg) war ein deutscher lutherischer Theologe, zuletzt Konsistorialrat und Generalsuperintendent der Generaldiözese Harburg.

## Leben
Schünhoff war ein Sohn des Kantors Johann Hinrich Schünhoff in Gilten. Er studierte Theologie und wurde zunächst Hilfsprediger in Hameln, 1859 Pastor in Heemsen, 1867 Superintendent in Stolzenau, 1873 Superintendent in Neustadt am Rübenberge und 1881 Generalsuperintendent der Generaldiözese Harburg. Ab 1. Juli 1885 war er auch geistliches Mitglied des Konsistoriums in Stade.
Schünhoffs Grab befindet sich auf dem Alten Friedhof in Hamburg-Harburg.